# Kristine Quance
	Kristine Lora Quance  (Northridge (Californië), 1 april 1975) is een Amerikaans zwemster.

## Biografie
Quance zwom tijdens de Olympische Zomerspelen van 1996 in eigen land de gouden medaille op de 4x100m wisselslag, Quance zwom in de series de schoolslag.
Haar zoon Trenton Julian werd in 2022 wereldkampioen.

## Internationale toernooien
| Jaar | Olympische Spelen                                                                          | WK langebaan                                                               | Pan-Pacs                                               |
| ---- | ------------------------------------------------------------------------------------------ | -------------------------------------------------------------------------- | ------------------------------------------------------ |
| 1991 |                                                                                            |                                                                            | 200m schoolslag · 400m wisselslag                      |
| 1992 |                                                                                            |                                                                            |                                                        |
| 1993 |                                                                                            |                                                                            | 200m schoolslag · 400m wisselslag                      |
| 1994 |                                                                                            | 6e 200m schoolslag · 400m wisselslag · 4x100m wisselslag                   |                                                        |
| 1995 |                                                                                            |                                                                            | 10e 200m schoolslag 5e 400m wisselslag                 |
| 1996 | 19e 100m schoolslag · 4e 200m wisselslag · 4x100m wisselslag · Quance zwom enkel de series |                                                                            |                                                        |
| 1997 |                                                                                            |                                                                            | 5e 200m schoolslag · 200m wisselslag · 400m wisselslag |
| 1998 |                                                                                            | 22e schoolslag 14e 200m vlinderslag 10e 200m wisselslag 5e 400m wisselslag |                                                        |